# Приск из Капуи
Приск (I век или V век) — святой епископ Капуи. День памяти — 1 сентября.
Согласно одному из преданий, священномученик Приск жил в I веке и был поставлен во епископа Капуи апостолом Петром. Был умучен при императоре Нероне.
Согласно другому преданию, святой Приск из Капуи отождествляется со святым Приском из Африки.